# Žďárského vak

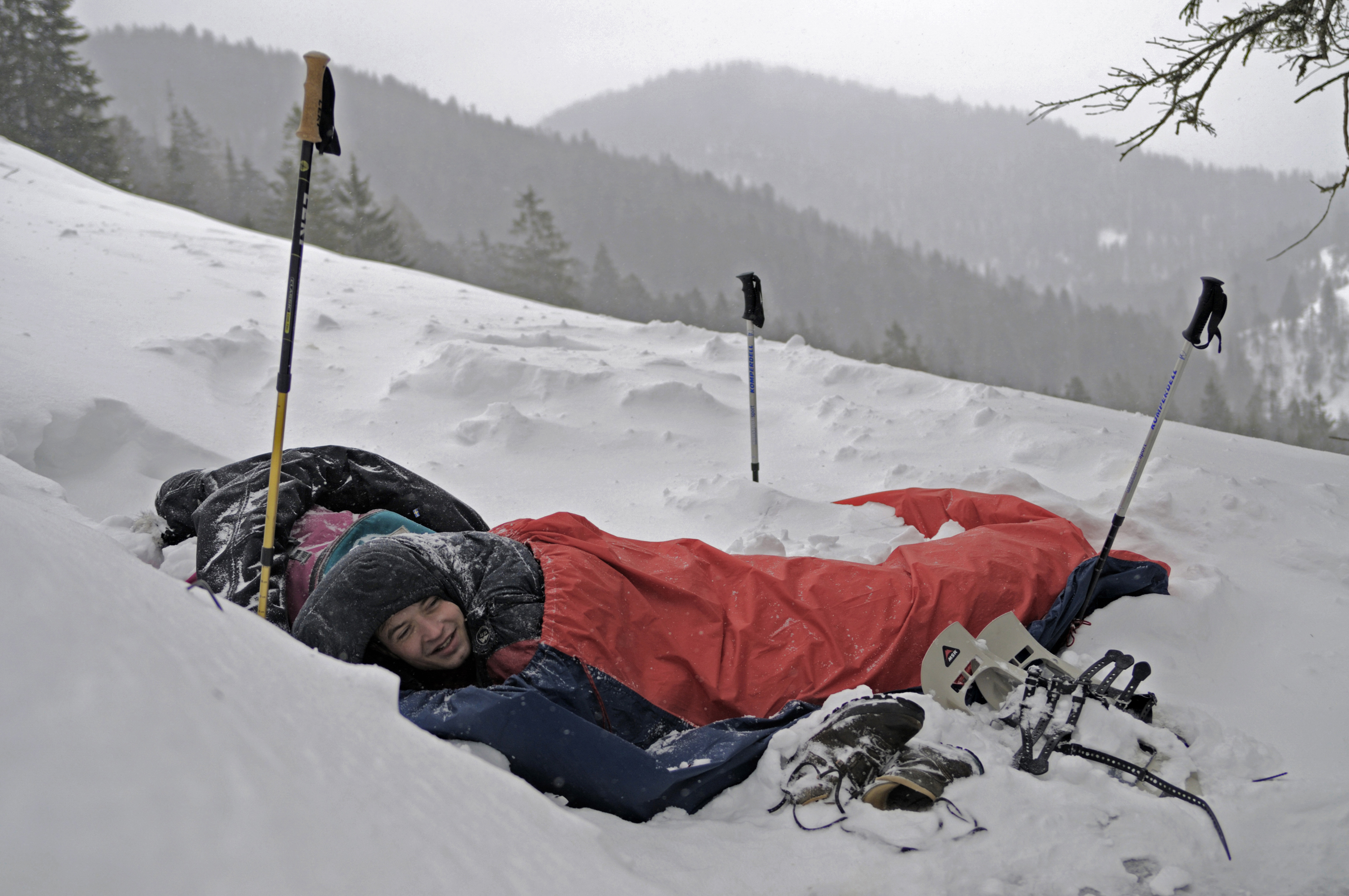
Zimní bivak v pohoří Benediktenwand, Německo

Žďárského bivakovací vak, lidově „žďárák“, je vak pro přespání v přírodě – obvykle se používá jako nouzová alternativa stanu. Je standardní součástí horolezeckého vybavení na delší túry. Je vyroben z nepromokavého materiálu a tvarem připomíná spací pytel nebo závěsný horolezecký stan. Vyrábí se v provedení pro dvě osoby nebo jednoho člověka. Pro horolezecké účely je vhodnější dvoumístný vak, pro turistické jednomístný. Za vynálezce bivakovacího pytle je považován Matyáš Žďárský, v češtině je po něm vak i pojmenovaný.

## Použití
Nouzové přespání ve Žďárského vaku předpokládá pouze oblečení a obuv, kterou má bivakující osoba s sebou na pohyb v přírodě, a k zajištění tepla se využívají všechny dostupné prostředky, například nohy se vsunují do batohu, horolezecké lano slouží jako izolace od země a vybudovaná kamenná zídka chrání před větrem.
Plánované přespání je pohodlnější. Do Žďárského vaku se vkládá spací pytel i s karimatkou.
Výhody
- chrání před nepřízní počasí – omezí vliv větru, chladu, sněhu a deště
- zajistí sucho i v nepříznivém počasí
- je lehký: stan váží asi 3 kg, bivakovací vak 350–700 g
- je skladný

Nevýhody
- malý komfort oproti stanu
- batoh se do vaku nevejde, musí zůstat venku
- ve vaku se nedá vařit

Žďárského vak je pojmenován po Čechovi Matyáši Žďárském pocházejícím z Kožichovic u Třebíče. Matyáš Žďárský byl občanem tehdejšího Rakouského císařství a používal i jméno Mathias Zdarsky. Část svého života prožil v Alpách a byl velkým průkopníkem a zakladatelem alpského lyžování a skialpinismu.